# Mače ob Miljskem jezeru
Mače  (nem.: Matzelsdorf)) je cerkvena vas in katastrska občina na Milštatski gori v občini Milje v okraju Špital ob Dravi na avstrijskem Koroškem. Do tega najbolj vzhodnega kraja na visoki planoti nad Milštatskim jezerom v Krških Alpah na 848 m nadmorske višine. Do kraja se pride po cesti B 98 ali L 17. Južno od kraja leži delno ohranjeno visoko barje. Sosednja kraja sta Sappl in Dole ob Miljskem jezeru (Dellach).

## Lega
Tako kot okoliški kraji so tudi Mače podeželska rekreacijska vas. Zaradi pomanjkanja lokalnih delovnih mest se prebivalstvo vozi na delo. Po statistiki prebivalstva je kraj 1.1.2023 imel 176 prebivalcev; sosednji kraj Sappl pa 256. V družabnem življenju sta Mače in Sappl pogosto tesno povezana. Kot ena od štirih katastrskih občin Milja so Mače upravna enota v zemljiški knjigi. Med letoma 1889 in 1973 je kraj pripadal občini Zgorne Milje. V kraju je gostinska dejavnost in nekaj turističnih nastanitev ter kmetje s polnim delovnim časom.

## Zgodovina
Kraj Mače z rimsko katoliško kapelo je bil prvič pisno omenjen leta 1177 kot Dulmatisdorf v zvezi z donacijo Ariboncev za ustanovitev benediktinskega samostana Milštat. V lokalnem koroškem narečju se kraj imenuje Matschderf. Krajevno ime Domatsdorf leta 1202 in Mätzleinsdorf leta 1286 in 1364 je izpeljanka iz slovenskega osebnega imena Dolmač, domnevno oblike latinskega Dalmatius. Zelo verjetno je, da kraj niso ustanovili Karantanci, ampak je obstajal že dolgo pred slovansko naselitvijo območja v 6. stoletju. V sosednjih krajih Sappl in Lammersdorf so našli sledi neolitskih naselbin, ki segajo v čas okoli 3000 pr.n.š. V času okoli Kristusovega rojstva je Milštatska gora pripadala plemenskemu območju Ambidravov, plemena, ki je živelo na obeh straneh Drave. To je bilo rimsko ime za noriško prebivalstvo, ki se je tu naselilo in je bilo keltskega ali močno keltizirano. V rimskih časih je bil kraj na poti iz Teurnije v Trebinjsko podolje in Badkirchheimsko dolino. Južno od Mač je stara rimska cesta vodila iz Dobrovja (Döbriacha) na Milštatsko goro. Cesta neposredno ob Miljskem jezeru je bila zgrajena šele v sodobnem času, ker so bile skale pri Hohe Wandu dolgo časa nepremagljive.
Prvi popis kmetij v Mačah, vsaj tistih, ki so pripadale Milštatski opatiji, najdemo v urbarju Viteškega reda svetega Jurija iz leta 1470, ki je nastal, ko so samostan prevzeli benediktinci. »Anndre Schuster zu Metzlisdorff, služnost od  dveh hub, in od ene v fevdu ; Mert Lederer, služnost od enega akra in gozda: Gotfrid, Fischer, služnost od enega fevda pri Stegku; Christian iz Stegka, služnost od ene hube ... ampak tudi od enega fevda; Ruepl pravtako služnost od ene hube.«  Tu je navedenih bistveno manj kmetij kot v sosednjem Sapplu, ki nima cerkve, kjer je bilo naštetih skupaj sedem hub, sedem fevdov, ena Schwaige in ena njiva. Kje so potekale lokalne meje, ni jasno, saj ime Stegka najbolj ustreza današnjemu kraju Steggaberhof, ki se nahaja v Sapplu (št. 2). Navedba drugega kmeta v Stegkah potrjuje to domnevo, saj je tam nekoč bila kmetija Unter-Steggaber. Leta 1477 se kraj omenja kot Metzelsdorff. Od leta 1500 dalje v Milštatskih virih Mače niso več omenjene. Leta 1575 sta bila med gradbenimi deli na Dobrovskem farovžu omenjene osebe iz Mač in sicer dva »Milana«, dva »Türgg«, en »Stegaber«, en »Winkler« in en »Caspar Gaugelhofer«, kar vključuje tudi še danes pogosto hišno ime »Gauggler«. Kot kaže pritožba na nižjem sodišču iz leta 1513, sklepamo, da je v Mačah približno v tem času rudarilo. Od leta 1598 do 1773 je bil kraj del Milštatskega jezuitskega gospostva.

### Romarska cerkev Marije Snežne
O okoliščinah ustanovitve cerkve ni nič znanega . Med prenovo v letih 2004 in 2005 so bili odkriti temelji prvotne kapele, ki pa niso omogočili natančnejše datacije. Prikaz grba v rebrastem oboku, potrjuje, da je Johan Geumann, veliki mojster viteškega reda sv. Jurija od 1508 do 1533, odgovoren za obnovo ladje in kora. Iz tega časa so kor, visoka okna, koničast stolp, kor ter gotski kelih in ciborij. Vizitacijsko poročilo leta 1615 govori o markantni in razkošni stavbi, čeprav cerkev še ni bila ponovno slovesno posvečena. Leta 1438 je bila cerkev že znana kot Marijina cerkev, cerkev naše ljube gospe  v Metzleinsdorfu, in je bila posvečena Marijinemu vnebovzetju. Najkasneje do leta 1629 je bila Marija Snežna podružnična cerkev Dobrovelj, ki je bila do leta 1786 del prvotne župnije Molec (Molzbichl). Možno je, da so Mače Molcu prodali vitezi sv. Jurija, ki so bili ves čas v finančnih težavah. Sedanja cerkev spada od leta 1999  v župnijo Zgorne Milje, saj so Mače lokalnoadministrativno usmerjene na Milje in sta vrtec in osnovna šola v Zgornem Milju. Kraj je neposredno povezan z Dobrovljami le peš.
Sloves Mač kot romarskega kraja izvira iz časov stiske. Ko je bila po tridesetletni vojni huda stiska - kuga naj bi divjala še okoli leta 1681 - so se ljudje zaobljubili, da bodo v več krajih v okolici izvajali procesije v Mače. V sto letih do državne cerkvene reforme cesarja Jožefa II. leta 1782, ki je močno omejila ljudsko pobožnost, so Mače doživele svoj razcvet. Zadnje velike priprošnje procesije, pri katerih je bilo bogoslužje zaradi prostorske stiske na prostem, so bile leta 1914 na začetku prve svetovne vojne. Procesije peticij v in iz Mač potekajo še danes.

## Mačke kmetije
Kmetija, ki je bila nekoč značilna za to območje, je bila kmetija gozdnega kmeta, koča pred drugo svetovno vojno, danes farma. Prvič se omenja v listini leta 1520 kot polje z gozdom (»Förstlein«). Leta 1569 so tako kmetijo imenovali »fevd«. V 17. stoletju se je kmetija imenovala koča »v gozdu pri Mačah«. Leta 1877 je bila nepremičnina v listinah prve zemljiške knjige vpisana kot »gozdni kmet«.